# Calumma
Calumma – rodzaj jaszczurek z rodziny kameleonowatych (Chamaeleonidae).

## Zasięg występowania
Współcześnie rodzaj obejmuje gatunki występujące na Madagaskarze (włącznie z Nosy Be). Skamieniałości odkryte w Kenii dowodzą, że w przeszłości przedstawiciele rodzaju występowali również w kontynentalnej Afryce

## Systematyka

### Etymologia
- Calumma: gr. καλυμμα kalumma „nakrycie, zasłona, welon”[6].
- Crassonota: gr. κροσσοι krossoi „frędzle”[7]; -νωτος -nōtos „-tyły, -grzbiety”, od νωτον nōton „tył, grzbiet”[8]. Gatunek typowy: Chamaeleon nasutus Duméril & Bibron, 1836.

### Podział systematyczny
Do rodzaju należą następujące występujące współcześnie gatunki:

- Calumma amber Raxworthy & Nussbaum, 2006
- Calumma ambreense (Ramanantsoa, 1974)
- Calumma andringitraense (Brygoo, Blanc & Domergue, 1972)
- Calumma boettgeri (Boulenger, 1888)
- Calumma brevicorne (Günther, 1879)
- Calumma capuroni (Brygoo, Blanc & Domergue, 1972)
- Calumma crypticum Raxworthy & Nussbaum, 2006
- Calumma cucullatum (Gray, 1831)
- Calumma emelinae Prötzel, Scherz, Ratsoavina, Vences & Glaw, 2020
- Calumma fallax (Mocquard, 1900)
- Calumma furcifer (Vaillant & Grandidier, 1880)
- Calumma gallus (Günther, 1877)
- Calumma gastrotaenia (Boulenger, 1888)
- Calumma gehringi Prötzel, Vences, Scherz, Vieites & Glaw, 2017
- Calumma glawi Böhme, 1997
- Calumma globifer (Günther, 1879)
- Calumma guibei (Hillenius, 1959)
- Calumma guillaumeti (Brygoo, Blanc & Domergue, 1974)
- Calumma hafahafa Raxworthy & Nussbaum, 2006
- Calumma hilleniusi (Brygoo, Blanc & Domergue, 1973)
- Calumma jejy Raxworthy & Nussbaum, 2006
- Calumma juliae Prötzel, Vences, Hawlitschek, Scherz, Ratsoavina & Glaw, 2018
- Calumma lefona Prötzel, Vences, Hawlitschek, Scherz, Ratsoavina & Glaw, 2018
- Calumma linotum (Müller, 1924)
- Calumma malthe (Günther, 1879) – kameleon słoniouchy[9]
- Calumma marojezense (Brygoo, Blanc & Domergue, 1970)
- Calumma nasutum (Duméril & Bibron, 1836)
- Calumma oshaughnessyi (Günther, 1881)
- Calumma parsonii (Cuvier, 1825) – kameleon krępy[9]
- Calumma peltierorum Raxworthy & Nussbaum, 2006
- Calumma peyrierasi (Brygoo, Blanc & Domergue, 1974)
- Calumma radamanus (Mertens, 1933)
- Calumma ratnasariae Prötzel, Scherz, Ratsoavina, Vences & Glaw, 2020
- Calumma roaloko Prötzel, Lambert, Andrianasolo, Hutter, Cobb, Scherz & Glaw, 2018
- Calumma tarzan Gehring, Pabijan, Ratsoavina, Köhler, Vences & Glaw, 2010
- Calumma tjiasmantoi Prötzel, Scherz, Ratsoavina, Vences & Glaw, 2020
- Calumma tsaratananense (Brygoo & Domergue, 1967)
- Calumma tsycorne Raxworthy & Nussbaum, 2006
- Calumma uetzi Prötzel, Vences, Hawlitschek, Scherz, Ratsoavina & Glaw, 2018
- Calumma vatosoa Andreone, Mattioli, Jesu & Randrianirina, 2001
- Calumma vencesi Andreone, Mattioli, Jesu & Randrianirina, 2001
- Calumma vohibola Gehring, Ratsoavina, Vences & Glaw, 2011

Opisano również gatunek wymarły z miocenu dzisiejszej Kenii:
- Calumma benovskyi Čerňanský, Herrel, Kibii, Anderson, Boistel & Lehmann, 2020

## Ochrona
Wszystkie gatunki z tego rodzaju zostały objęte konwencją waszyngtońską  CITES (załącznik II).